# Мариън (окръг, Индиана)
Окръг Мариън (на английски: Marion County) е окръг в щата Индиана, Съединени американски щати. Площта му е 2088 km², а населението - 860 454 души (2000). Административен център е град Индианаполис.